# Poa urssulensis
Poa urssulensis är en gräsart som beskrevs av Carl Bernhard von Trinius. Poa urssulensis ingår i släktet gröen, och familjen gräs. Inga underarter finns listade i Catalogue of Life.